# Мотомія

37°30′48″ пн. ш. 140°23′38″ сх. д. / 37.51333° пн. ш. 140.39389° сх. д.
Мотомі́я (яп. 本宮市, もとみやし, МФА: [motomʲija ɕi̥]) — місто в Японії, в префектурі Фукусіма.

## Короткі відомості
Розташоване в центральній частині префектури, на беренах річки Абукума. Виникло у 12 столітті як поселення біля синтоїстського святилища Адатара. Розташоване поряд з економічним центром префектури — містом Коріяма. Основою економіки є сільське господарство та комерція. Станом на 1 жовтня 2008 площа міста становила 87,94 км². Станом на 1 січня 2009 населення міста становило 31 714 осіб.